# Красильников, Дмитрий Георгиевич
Дми́трий Гео́ргиевич Краси́льников (род. 5 мая 1971, г. Кунгур, Пермская область) — российский политолог, общественный деятель, доктор политических наук, профессор, ректор Пермского университета (2020–2023), с 2011 по 2018 годы — проректор по стратегическому развитию, экономике и правовым вопросам, с 2018 года — проректор по общим вопросам, заведующий кафедрой государственного и муниципального управления ПГНИУ (2013–2020), председатель Общественной палаты Пермского края (2014–2023). Исследователь направлений административной реформы в современной России на федеральном и региональном уровнях, переходных политических процессов.

## Биография
В 1993 году окончил исторический факультет Пермского университета по специальности «История».
В 1993—1994 годах — стажёр-исследователь, в 1994—1997 годах — аспирант кафедры общей отечественной истории Пермского университета. Ученик М. Г. Суслова.
В 1997 году защитил диссертацию на соискание степени кандидата исторических наук «Власть в переходные периоды отечественной истории (1917—1918 гг., 1985—1993 гг.): сравнительный анализ».
В 1997—1999 годах — ассистент, в 1998—2001 годах — старший преподаватель кафедры политических наук и кафедры общей отечественной истории. В 2001—2002 годах занимал должность старшего научного сотрудника, с 2002 по 2003 год — доцент кафедры политических наук Пермского университета.
В 2002 году защитил докторскую диссертацию «Межсистемные политические ситуации в России в XX веке». В том же году ему присвоено учёное звание доцента.
В 2003—2010 годах — профессор кафедры политических наук Пермского университета. Директор Регионального института непрерывного образования ПГУ (2004—2013), с 2006 по 2011 год — научный руководитель Малой академии государственного управления.
С 2007 года — профессор, с конца 2013 по 2020 год исполнял обязанности заведующего кафедрой государственного и муниципального управления. С открытием магистратуры в 2011 году осуществляет руководство ею. С 2009 года является заместителем главного редактора научного журнала «Ars administrandi» («Искусство управления»).
2 ноября 2011 года назначен проректором по стратегическому развитию, экономике и правовым вопросам ПГНИУ. В этом же году вошёл в «Список лиц, включённых в резерв управленческих кадров, находящихся под патронажем Президента Российской Федерации» («президентская тысяча»).
В 2012—2013 годах проходил обучение в Московской школе управления «Сколково» по программе «Новые лидеры в образовании», стажировался также в Великобритании, Испании, США. В июле 2014 года в качестве члена оргкомитета принимал участие в V пермском конгрессе учёных-юристов.
В 2015 году присвоено учёное звание профессора. Рассматривался в качестве кандидата на должность главы администрации губернатора Пермского края В. Ф. Басаргина.
С июля 2020 — временно исполняющий обязанности ректора ПГНИУ, с мая 2021 по январь 2023 года — ректор ПГНИУ. 6 марта 2022 года после вторжения России на Украину подписал письмо в поддержу российской агрессии. С 9 июня 2022 года находится под персональными санкциями Украины за поддержку войны. Также был внесён ФБК в список коррупционеров и разжигателей войны за поддержку нападения на Украину, 16 марта 2022 года форумом свободной России внесён в «Список Путина» и доклад «поджигателей войны» с предложением введения против него международных санкций.
С мая 2022 года находился под следствием в связи с нарушениями правил охраны в ПГНИУ, приведшими к массовому убийству.
30 января 2023 года экстренно госпитализирован, исполнять обязанности ректора назначен Сергей Пьянков, а позднее — Игорь Германов.
В июне 2023 года возглавил орган по управлению проектом студенческого городка в Камской долине «Дирекция межвузовского кампуса мирового уровня „Будущее Пармы“».
Семья
Супруга — Ирина Васильевна, предприниматель, кандидат педагогических наук. Дочери: Дарья (род. 1995) и Софья (род. 2000).

## Общественная деятельность
- Председатель Общественной палаты Пермского края (2014–2023)[2][3][23].
- Член Научно-экспертного совета при Председателе Совета Федерации Федерального Собрания Российской Федерации с 2017 года.
- Член Общественного совета Приволжского федерального округа по развитию, институтов гражданского общества при полномочном представителе Президента РФ в Приволжском федеральном округе.
- Член Учёных советов Пермского государственного университета и историко-политологического факультета[24].
- Член Российской ассоциации политической науки (РАПН) с 2001 года.[24]
- Член Общественного Совета при Министерстве по управлению имуществом и земельным отношениям Пермского края.
- Член Консультативного совета по оценке регулирующего воздействия при Министерстве экономического развития Пермского края.[источник не указан 1032 дня]
- Член Коллегии по решению имущественных и земельных вопросов на территории Пермского края при Министерстве по управлению имуществом и земельным отношениям Пермского края.[источник не указан 1032 дня]
- Член Межведомственного координационного совета по патриотическому воспитанию граждан Российской Федерации, проживающих на территории Пермского края[25].

В разное время входил в состав совета по молодёжной политике при Министерстве культуры и массовых коммуникаций Пермского края (с 2009), экспертного совета при Государственной инспекции по надзору и контролю в сфере образования Пермского края (с 2010), совета по образованию при губернаторе Пермского края (с 2013).

## Научная деятельность
Круг научных интересов Д. Г. Красильникова — изучение переходных политических процессов, политических институтов современной России, анализ влияния теоретических концептов на практику государственного управления, исследование направлений административной реформы в современной России на федеральном и региональном уровнях, изучение моделей регионального управления в РФ, социально-экономическое развитие территорий, новый государственный менеджмент.
Д. Г. Красильников — автор получивших известность и используемых в научном и образовательном процессе многих российских вузов исследований «Власть и политические партии в переходные периоды отечественной истории (1917—1918; 1985—1993): опыт сравнительного анализа» (1998) и «Межсистемные политические ситуации в России в XX веке: проблемы теории и истории» (2001).
Руководитель ряда крупных научных проектов:
- Грант РГНФ «Политические институты и региональные политические режимы Приволжского федерального округа» (2002—2003);
- Грант РГНФ «Объединение Пермской области и Коми-Пермяцкого автономного округа как политический проект» (2006—2007);
- Грант РГНФ «Реформирование органов исполнительной власти Пермского края в контексте административной реформы в современной России» (2008—2009).

## Награды
- Победитель конкурса на лучшую научно-исследовательскую работу Пермского государственного университета (1997, 2002).
- Лауреат премии Пермской области в области науки (1999)[24]
- Благодарственное письмо Федерального агентства по образованию (2005)
- Благодарственное письмо полномочного представителя Президента РФ в Приволжском федеральном округе (2009)
- Почётный работник высшего профессионального образования РФ (2011)[32]

## Основные работы
Книги, монографии
1. Красильников Д. Г. Власть и политические партии в переходные периоды отечественной истории (1917—1918, 1985—1993 гг.): опыт сравнительного анализа. Пермь: Изд-во Перм. ун-та, 1998. 306 с.
2. Красильников Д. Г. Межсистемные политические ситуации в России в XX в.: вопросы теории и истории. Пермь: Изд-во Перм. ун-та, 2001. 251 с.
3. Красильников Д. Г., Чиркунов О. А., Сухих В. А., Блусь П. И. и др. Программа социально-экономического развития Пермского края (рабочая тетрадь) 2008 г. Пермь: Агентство «Стиль-МГ», 2008.
4. Красильников Д. Г., Борисов А. А., Троицкая Е. А, Сухих В. А. и др. Доклад о развитии человеческого потенциала в Пермском крае / Под ред. С. Н. Бобылёва (глава) // Пермь, 2010. 126 с.
5. Красильников Д. Г., Сивинцева О. В., Троицкая Е. А., Титова С. Р., Урасова А. А. Эффективное государство: современные управленческие модели в институциональной среде России и Китая. Перм. гос. нац. исслед. ун-т. Пермь, 2016. 308 с.
6. Красильников Д. Г., Блусь П. И., Ганин О. Б. и др. Стратегирование развития муниципалитета в социально-экономическом пространстве региона: анализ, динамика, механизмы. Перм. гос. нац. исслед. ун-т. Пермь, 2016. 292 с.

Учебники и учебные пособия
1. Кайе Р., Красильников Д. Г. Конституционные основы России и Соединённого Королевства // Россия и Британия в поисках достойного правления: учеб. пособие. Пермь, 2000. С. 95-115.
2. Борисов А. А., Борисова Н. В., Данилова Г. А., Красильников Д. Г. Трансформация политических институтов: век ХХ. Политический процесс и эволюция политических институтов в XX веке: учеб. пособие. Пермь, 2005. С. 115—170.
3. Красильников Д. Г. Теория систем как методология исследования российского политического процесса: учеб. пособие. Перм. гос. нац. исслед. ун-т. Пермь, 2015. 172 с.

Статьи
1. Красильников Д. Г., Булахтин М. А. О роли исторического компонента в подготовке специалистов-политологов // Преподавание политологии в российских университетах. Всероссийская научно-практическая конференция. 26-27 мая 2000 года. Краснодар: Кубанский государственный университет.
2. Krasilnikow D. Przejściowe procesy polityczne w Rosji w wymiarze systemowym // Europa w XX wieku. Glówne kierunki rozwoju (ekologia, gospodarka, kultura, polityka) Lodz, 2001. S. 239—247.
3. Красильников Д. Г. Политическое источниковедение: новая отрасль гуманитарных знаний? (К постановке проблемы) // Политический альманах Прикамья. Пермь, 2004. Вып. 4. С. 73-82.
4. Красильников Д. Г. Типологическая классификация политических партий // Гражданин, солдат, учёный: воспоминания и исследования. Памяти Александра Израилевича Зевелева. М.: Собрание, 2007. С. 405—420.
5. Красильников Д. Г., Троицкая Е. А. Новый государственный менеджмент и административная реформа в Пермском крае // Ars Administrandi: Ежегодник-2009. Перм. гос. ун-т. Пермь, 2009. С. 74-84.
6. Красильников Д. Г. Факторы развития гражданского образования в современной России: возможности и ограничения // Вестник Пермского университета. Сер. «История и политология». 2009. Вып. 4. С. 91-94.
7. Красильников Д. Г., Красных М. А. «Партия власти» и правящая партия: к вопросу о соотношении понятий // Вестник Пермского университета. Сер. «Политология». 2009. Вып. 1.
8. Красильников Д. Г. МАГУ Приволжского федерального округа: новый механизм формирования кадрового резерва органов власти // Малые академии государственного управления (2007—2009 гг.): сборник материалов. Самара: ООО «Офорт», 2009. С. 21-25.
9. Красильников Д. Г. Модели университетских округов в современной России // Вестник Пермского университета. Сер. «Университетское образование». 2009. Вып. 6 (32). С. 58-61.
10. Красильников Д. Г., Борисов А. А., Троицкая Е. А. Реформирование системы управления человеческим потенциалом в контексте административной реформы в Пермском крае // Вестник Пермского университета. Сер. «Политология». 2010. Вып. 2. С. 43-58.
11. Красильников Д. Г., Шешукова Т. Г. История и перспективы развития управленческого учёта на предприятии // Вестник Пермского университета. Сер. «Экономика». 2010. Вып. 4(7). С. 20-26.
12. Красильников Д. Г., Троицкая Е. А. Практика использования основных инструментов NPM в Пермском крае // Вопросы государственного и муниципального управления. 2011. № 1. С. 157—166.
13. Красильников Д. Г., Прудский В. Г. Переход к постиндустриальной экономике и развитие западноуральской научной школы управления // Ars administrandi. 2011. № 2. С. 13-29.
14. Красильников Д. Г., Троицкая Е. А. Концепция «New Public Management»: возможности и ограничения // Вестник Пермского университета. Сер. «Политология». 2011. № 1. С.81-91.
15. Красильников Д. Г., Якимова М. Н.Стандарт PMBOK и проектное управление в органах государственной власти Пермского края: приближение к идеалу // Ars Administrandi. 2011. № 3. С. 44-54.
16. Красильников Д. Г., Урасова А. А. К измерению инновационного развития региона как социо-экономической системы // Вестник Пермского университета. Сер. «Экономика». 2012. № 1. С. 28-33.
17. Красильников Д. Г., Миролюбова Т. В. Современные подходы к государственному управлению региональной экономикой в контексте задач инновационного развития // Вестник Пермского университета. Сер. «Экономика». 2012. № 3. С. 6-11.
18. Красильников Д. Г., Урасова А. А. Роль стратегического позиционирования в региональной экономике // Вестник Пермского университета. Сер. «Экономика». 2012. Специальный выпуск. С. 119—124.
19. Красильников Д. Г. Проектная научная деятельность: образовательные эффекты (опыт кафедры политических наук ИПФ ПГНИУ) // Вестник Пермского университета. Сер. «Политология». 2013. № 3. С. 180—189.
20. Красильников Д. Г., Антипова Т. В. The Strategic Management of the University // Global Conference On Business And Finance Proceedings. Vol. 9. No. 1. 2014. Р. 338—343.
21. Красильников Д. Г., Сивинцева О. В., Троицкая Е. А. Современные западные управленческие модели: синтез New Public Management и Good Governance // Ars Administrandi. 2014. № 2. С. 45-62.
22. Красильников Д. Г., Сивинцева О. В. Новый государственный менеджмент в КНР: консервативная версия административных преобразований // Мировая экономика и международные отношения. 2016. № 8. Т. 60. С. 85-95.